# Patrick Baum (Eishockeyspieler)
Patrick „Pat“ Baum (* 6. Mai 1981 in Biggar, Saskatchewan) ist ein ehemaliger deutsch-kanadischer Eishockeyspieler, der der zweiten deutschen Spielklasse (DEL2) bei den Dresdner Eislöwen, Heilbronner Falken, SERC Wild Wings und Ravensburg Towerstars aktiv war. Sein Bruder Dan ist ebenfalls Eishockeyspieler.

## Karriere
Der 1,80 m große Verteidiger absolvierte bereits in der Saison 1997/98 eine Partie für die Swift Current Broncos aus der kanadischen  Juniorenliga WHL. Seine Studienzeit verbrachte Baum an der University of Regina, für deren Eishockeymannschaft er im Spielbetrieb der Collegesportorganisation CIAU auflief.
Zur Saison 2007/08 unterschrieb Patrick Baum zusammen mit seinem Bruder Dan einen Vertrag beim deutschen Zweitligaaufsteiger Heilbronner Falken, mit denen er auf Anhieb das Play-off-Halbfinale erreichen konnte. Zudem erhielt er während dieser Zeit einen deutschen Pass, sodass er nicht unter das Ausländerkontingent der 2. Bundesliga fiel.
Anschließend wechselte Baum zum Ligakonkurrenten SERC Wild Wings, kehrte allerdings nach nur einer Spielzeit nach Heilbronn zurück. Für diese absolvierte er fünf Saisons in der 2. Bundesliga bzw. der DEL2. Zur Saison 2014/15 wechselte Baum zu den ebenfalls in der DEL2 spielenden Ravensburg Towerstars. Nach einem Jahr in Ravensburg wechselte er zur Saison 2015/16 zu den Dresdner Eislöwen.
Nach der Saison 2016/17 beendete er seine Karriere und kehrte nach Kanada zurück.

## Karrierestatistik
(Legende zur Spielerstatistik: Sp oder GP = absolvierte Spiele; T oder G = erzielte Tore; V oder A = erzielte Assists; Pkt oder Pts = erzielte Scorerpunkte; SM oder PIM = erhaltene Strafminuten; +/− = Plus/Minus-Bilanz; PP = erzielte Überzahltore; SH = erzielte Unterzahltore; GW = erzielte Siegtore; 1 Play-downs/Relegation; Kursiv: Statistik nicht vollständig)